# Claudia Phillips
Pour les articles homonymes, voir Phillips.
Claudia Phillips est une chanteuse française d'origine américaine née le 6 février 1959.
Elle est la fille de Barre Phillips, un contrebassiste de jazz, avec qui elle aura ses premières expériences de chanteuse professionnelle.
Elle a interprété les titres suivants :
- Quel souci La Boétie en 1987 (son plus grand succès);
- Souvenez-vous de nous en 1988 ;
- Juste un peu sauvage en 1989 ;
- Danny en 1989 ;
- Cache ta joie en 1990 ;
- Donne-moi du feu en 1992.

Durant sa carrière, elle sortira trois albums, les deux premiers chez Disques Barclay, le dernier chez M10.
Depuis 1995, elle est professeur de chant au Studio des Variétés et elle dirige maintenant le département jazz et musiques actuelles amplifiées au PESM Bourgogne.